# Pontania

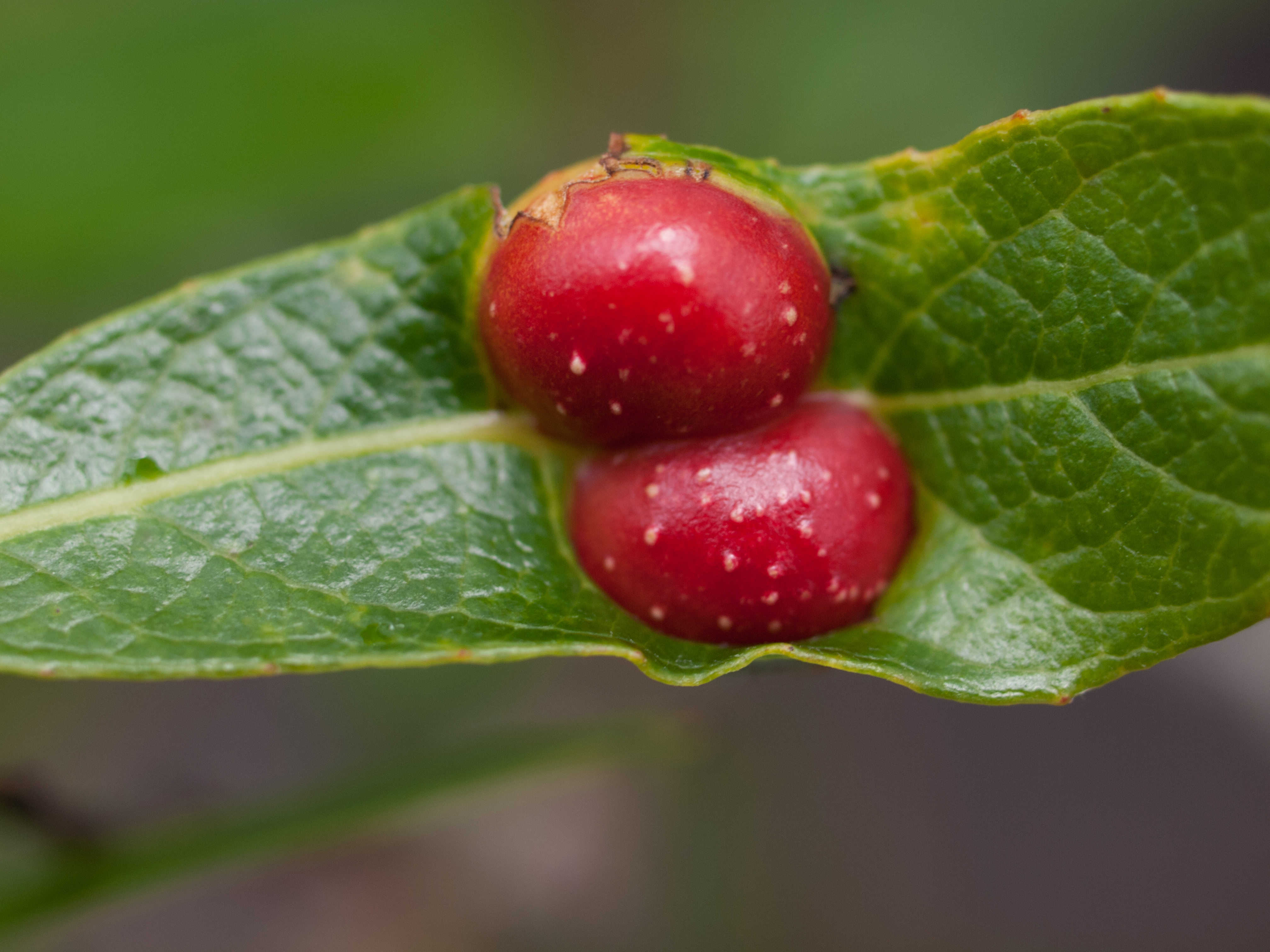
Agalla de Pontania californica en sauce (Salix lasiolepis)

Pontania es un género de avispas sierra, Symphyta en la familia Tenthredinidae. Existen más de 80 especies descriptas en Pontania.
Forman agallas redondas en hojas de los árboles de sauce. Son parasitadas por avispas como Lathrostizus (Ichneumonidae).

## Especies
Estas 89 especies pertenecen al género Pontania:
- Pontania acuminata Marlatt
- Pontania acutifoliae Zinovjev, 1985
- Pontania agama Rohwer
- Pontania algida Benson, 1941
- Pontania alpinae (Vikberg, 2003)
- Pontania amentivora Rohwer
- Pontania anomaloptera (Foerster, 1854)
- Pontania aquilonis Benson, 1941
- Pontania arbusculae Benson, 1941
- Pontania arcticornis Konow, 1904
- Pontania articornis Konow, 1904
- Pontania bastatae Vikberg, 1970
- Pontania bella (Zaddach, 1876)
- Pontania borealis Marlatt
- Pontania brachycarpae Rohwer
- Pontania brevicornis (Foerster, 1854)
- Pontania breviserratae Kopelke, 1989
- Pontania bridgmanii (Cameron, 1883)
- Pontania bruneri Marlatt
- Pontania californica Marlatt
- Pontania collactanea (Foerster, 1854)
- Pontania collectanea (Förster, 1854)
- Pontania consors Marlatt
- Pontania crassicornis Rohwer
- Pontania crassipes (Thomson, 1871)
- Pontania cyrnea Liston, 2005
- Pontania dolichura (Thomson, 1871)
- Pontania elaeagnocola Kopelke, 1994
- Pontania foetidae Kopelke, 1989
- Pontania foveata Rohwer
- Pontania gallarum (Hartig, 1837)
- Pontania glabrifrons Benson, 1960
- Pontania glaucae Kopelke, 1994
- Pontania gracilis Marlatt
- Pontania hastata Vikberg, 1970
- Pontania hastatae Vikberg, 1970
- Pontania helveticae Kopelke, 1986
- Pontania herbaceae (Cameron, 1876)
- Pontania joergenseni Enslin, 1916
- Pontania kriechbaumeri Konow, 1901
- Pontania kukakiana Kincaid
- Pontania lapponicola Kopelke, 1994
- Pontania leavitti Rohwer
- Pontania leucostoma Rohwer
- Pontania lucidae Rohwer
- Pontania maculosa Kopelke, 1989
- Pontania marlatti Ross
- Pontania megacephala Rohwer
- Pontania melanosoma Rohwer
- Pontania montivaga Kopelke, 1991
- Pontania myrsiniticola Kopelke, 1991
- Pontania myrsinticola Kopelke, 1991
- Pontania myrtilloidica Kopelke, 1991
- Pontania nevadensis
- Pontania nigricantis Kopelke, 1986
- Pontania nigrita Marlatt
- Pontania nivalis Vikberg, 1970
- Pontania norvegica Kopelke, 1991
- Pontania nudipectus Vikberg, 1965
- Pontania obscura Kopelke, 2005
- Pontania ora Kincaid
- Pontania pedunculi (Hartig, 1837)
- Pontania peninsularis Kincaid
- Pontania petiolaridis Rohwer
- Pontania populi Marlatt
- Pontania promixa (Lepeletier)
- Pontania pumila Rohwer
- Pontania purpureae (Cameron, 1884)
- Pontania pustulator Forsius, 1923
- Pontania resinicola Marlatt
- Pontania reticulata Malaise, 1920
- Pontania reticulatae Malaise, 1920
- Pontania retusae Benson, 1960
- Pontania robusta Marlatt
- Pontania rotundidentata Zinovjev & Vikberg
- Pontania rugulosa Marlatt
- Pontania saliciscinereae (Retzius, 1783)
- Pontania saliscinereae (Retzius, 1783)
- Pontania samolad Malaise, 1920
- Pontania terminalis Marlatt
- Pontania triandrae Benson, 1941
- Pontania tuberculata (Benson, 1953)
- Pontania tundra Kincaid
- Pontania utensis Rohwer
- Pontania varia Kopelke, 1991
- Pontania vesicator (Bremi, 1849)
- Pontania viminalis (Linnaeus, 1758)
- Pontania virilis Zirngiebl, 1955